# Liparis salassia
Liparis salassia är en orkidéart som först beskrevs av Christiaan Hendrik Persoon, och fick sitt nu gällande namn av Victor Samuel Summerhayes. Liparis salassia ingår i släktet gulyxnen, och familjen orkidéer. Inga underarter finns listade i Catalogue of Life.